# Černolupen zelený
Černolupen zelený (Melanophyllum eyrei), jinak také černolupen Eyreův nebo bedla Eyreova je vzácný druh houby z čeledi pečárkovité (Agaricaceae). V Červeném seznamu hub České republiky je druh uveden jako kriticky ohrožený.

## Popis
Klobouk dorůstá 1–3 cm v průměru, je nejdřív polokulovitý, později nabývá zvoncovitého tvaru s výrazným hrbolkem uprostřed. Pokožka je béžová až hnědošedá se zeleným nádechem, střed je tmavší, než zbytek klobouku, jemně zrnitá. Na okrajích často zůstávají zbytky závoje.
Modrozelené lupeny jsou u třeně volné, na klobouku jsou hustě uspořádané. Výtrusný prach je bledě zelený.
Třeň je 1,5–4,5 cm vysoký, tenký, dutý, má stejné zabarvení i strukturu jako klobouk, plstnatá báze je však zpravidla tmavší.
Dužnina je bílá až nahnědlá, s mírnou chutí a bez vůně.

## Užití
Jedovatá houba.

## Ekologie
Od srpna do listopadu můžeme černolupen zelený najít v listnatých lesích se zásaditým, vápenitým substrátem. Preferuje habry, jasany a buky.

## Rozšíření
Výskyt byl popsán v severozápadních státech Evropy, Japonsku a Rusku.

## Galerie

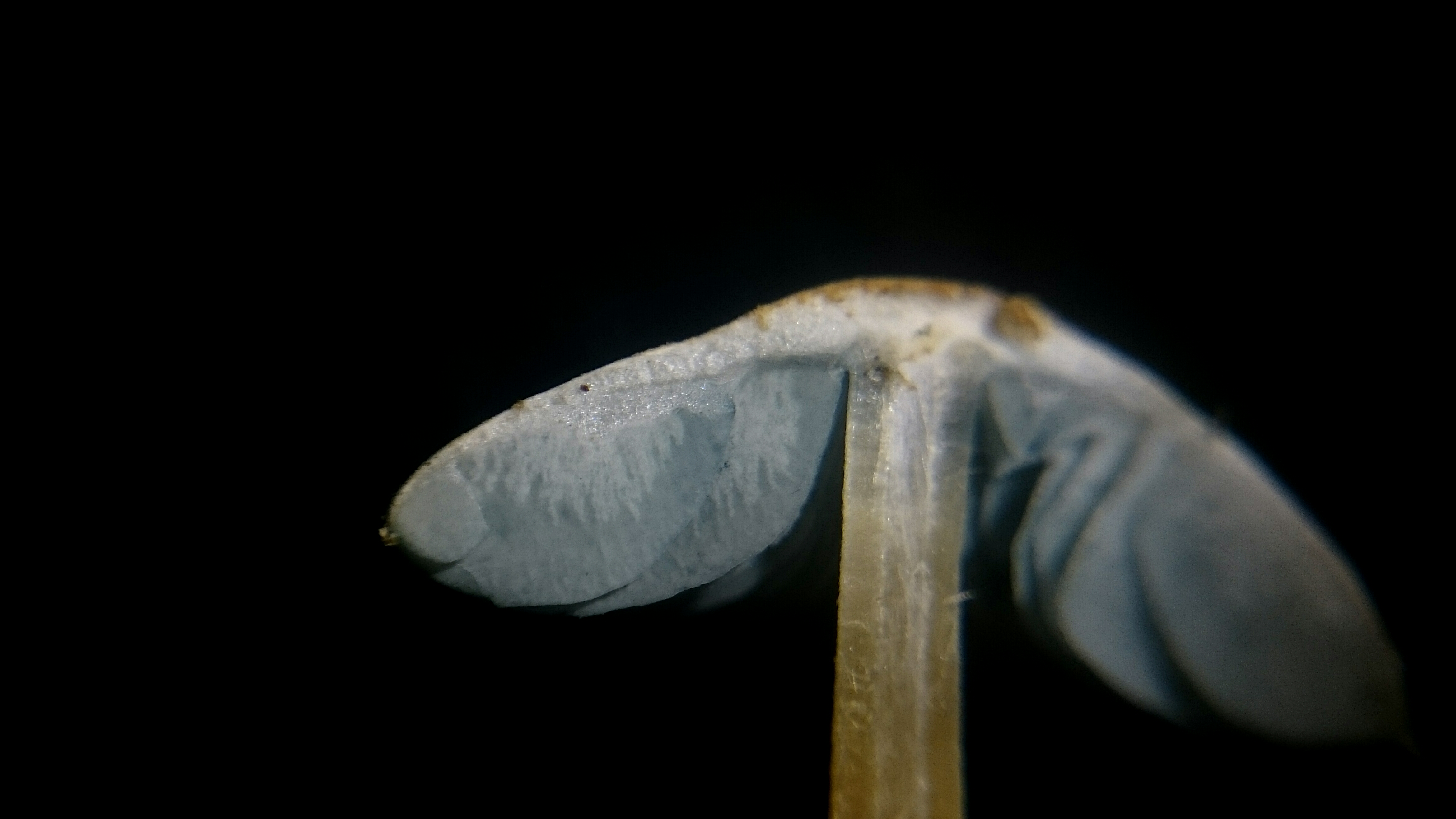

## Možnost záměny
- Černolupen krvavý (Melanophyllum haematospermum) – liší se červenými lupeny